# Gulu
Gulu è una città dell'Uganda. È la seconda città del Paese, per popolazione, contando circa 150 000 abitanti ed è il capoluogo del distretto omonimo nella Regione Settentrionale.
La distanza da Gulu a Kampala, capitale dell'Uganda e città più grande, è di circa 340 chilometri su strada. Sul suo territorio sorgono un aeroporto, un'università (la quale possiede una facoltà di medicina grazie ad un accordo con l'università di Napoli "Federico II") e due ospedali: il St. Mary's Lacor Hospital e il Gulu Hospital.